# Niwka (Sosnowiec)
Niwka – południowa, historyczna dzielnica Sosnowca od 1953 r,, w latach 1916–1953 samodzielna gmina Niwka w powiecie będzińskim, wcześniej wieś i osada rybacka, potem także osada fabryczna, wzmiankowana po raz pierwszy w 1581 r..
Graniczy od północy z Dańdówką i Porąbką, od wschodu z Maczkami i Jaworznem, od południowego wschodu z Jęzorem, którą to granicę wyznacza przepływająca tutaj rzeka Biała Przemsza, do której na styku dzielnic uchodzi rzeka Bobrek, a od zachodu z Modrzejowem i Dębową Górą.
Wschodnią częścią przebiega droga ekspresowa S1 nieposiadająca tutaj węzła, a południową droga krajowa nr 79 spełniająca na tym odcinku charakter drogi lokalnej.
Niwka według rejestru TERYT jest częścią miasta Sosnowiec o numerze SIMC - 0943629.
Historyczna Niwka jest siedzibą organów utworzonej w 2004 r. jednostki pomocniczej gminy Sosnowiec o nazwie Dzielnica Południe. W skład Dzielnicy Południe wchodzą cztery integralne części miasta Sosnowca według rejestru TERYT :
- Niwka (identyfikator: 0943629)
- Modrzejów (identyfikator: 0943612)
- Bór (identyfikator: 0943440)
- Jęzor (identyfikator: 0943492)

Niwka wchodzi w skład obrębu ewidencyjnego nr 7 i 12, będącego częścią jednostki ewidencyjnej Sosnowiec.
W dzielnicy wyodrębnia się:
- Bobrek
- Bór
- Pawiak
- Wygoda (będąca w rzeczywistości historycznym przysiółkiem Dębowej Góry)

## Historia – ważniejsze wydarzenia
- przed 1581 r. – powstanie wsi[3]
- poł. XVIII w. – po 1775 r. – powstanie wsi targowej[7]
- 1775/1785 r. – powstanie miasta Niwek. Niepewny fakt uzyskania praw miejskich, być może miasteczko funkcjonowało wyłącznie w oparciu o prawo targowe[8] Charakter miasta: niewielkie miasteczko nadgraniczne o funkcjach miasta – wrót. Miasteczko zlokalizowane w mikro – konurbacji feudalnej o funkcjach usługowych – (Inne ośrodki zespołu miejskiego: Mysłowice, Modrzejów)[8].
- 1801 r. – odebranie praw miejskich[9]
- początek XIX w. – rozwój lokalnego górnictwa w rejonie Bobrka
- I poł. XIX w. – budowa Huty „Henryków” (obecnie dawna FMG „Niwka”) oraz osiedla patronackiego dla pracowników huty[10]
- lata 30. XIX w. – budowa nowoczesnej drogi do Dąbrowy Górniczej (ob. ul. Wojska Polskiego)[10]
- II poł. XIX w.- XX w. – rozwój górnictwa i przemysłu
- 1916 r. – okupacyjne władze austriackie powołują gminę Niwka
- 30 grudnia 1928 r. - ukończenie budowy Szkoły Powszechnej w Niwce (obecna Szkoła Podstawowa nr. 15 im. Stefana Żeromskiego)
- 1929 r. – Liczba ludności: 5038 mieszkańców
- 1931 – Liczba ludności: 5752 mieszkańców[8]
- lata 20. i 30. XX w. – próby utworzenia miasta: Niwka-Modrzejów poprzez nadanie praw miejskich gminie Niwka oraz przyłączenie do niej Modrzejowa, pod względem administracyjnym leżącego w granicach Sosnowca[8]
- 1 sierpnia 1938 r. – uruchomienie pierwszego połączenia autobusowego na trasie Śródmieście Sosnowca – Mysłowice
- 1947 r. – uzyskanie statusu gminy wiejskiej o miejskich uprawnieniach finansowych[8]
- 12 września 1953 r. – włączenie gminy (wraz z os. Jęzor) do Sosnowca[8]
- 30 kwietnia 1954 r. – uruchomienie połączenia tramwajowego na trasie Śródmieście Sosnowca – Mysłowice
- 1965 r. – rozpoczęcie nauczania w nowej Szkole Podstawowej nr. 29 przy ul. Kozibąka (obecna ul. Zagłębiowska)
- 30 czerwca 1999 r. - wydobyto ostatnią tonę węgla z Kopalni Niwka - Modrzejów[11]

## Gospodarka

### Przemysł
- Fabryka Maszyn Górniczych „Niwka” (od 1833).
- Kopalnia Węgla Kamiennego Niwka-Modrzejów (1815/1833 – 1999).
- CEBI Poland Sp. z o.o.
- Fabryka kolektorów słonecznych „Watt” Sp. z o.o (2010 – 2016)
- BITRON POLAND Sp. z o.o.
- Amazon.com (od 2017)
- Jeronimo Martins
- Maczki Bór S.A.
- CTL Logistics

## Zabytki

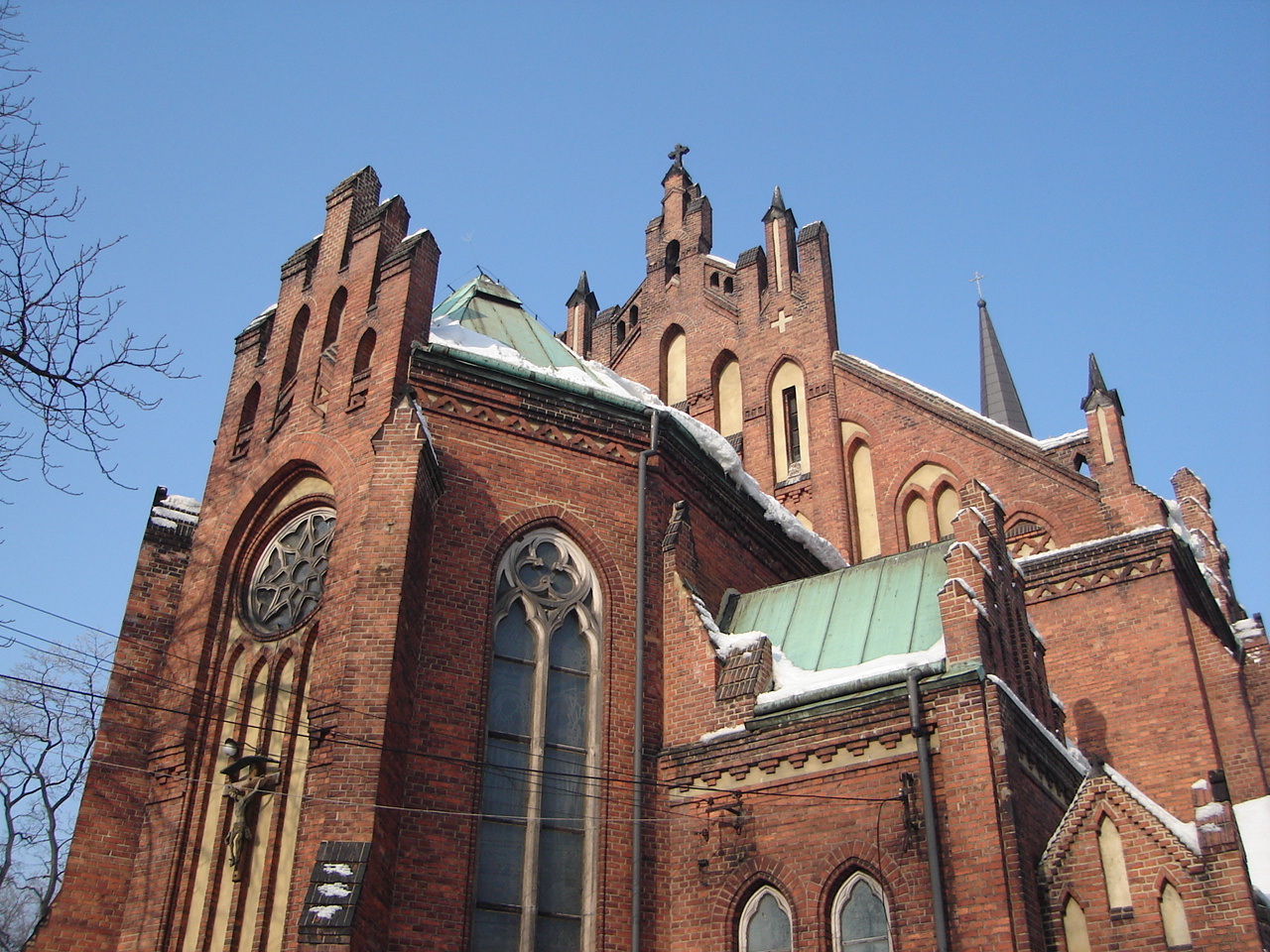
Kościół pw. św. Jana Chrzciciela

- Kościół pw. św. Jana Chrzciciela – do końca XVIII w. kaplica mszalna, od 1787 do 1788 przebudowa budowli na murowany kościół, aktualny budynek z lat 1897–1907[12].

- Kapliczka z 1857 r.

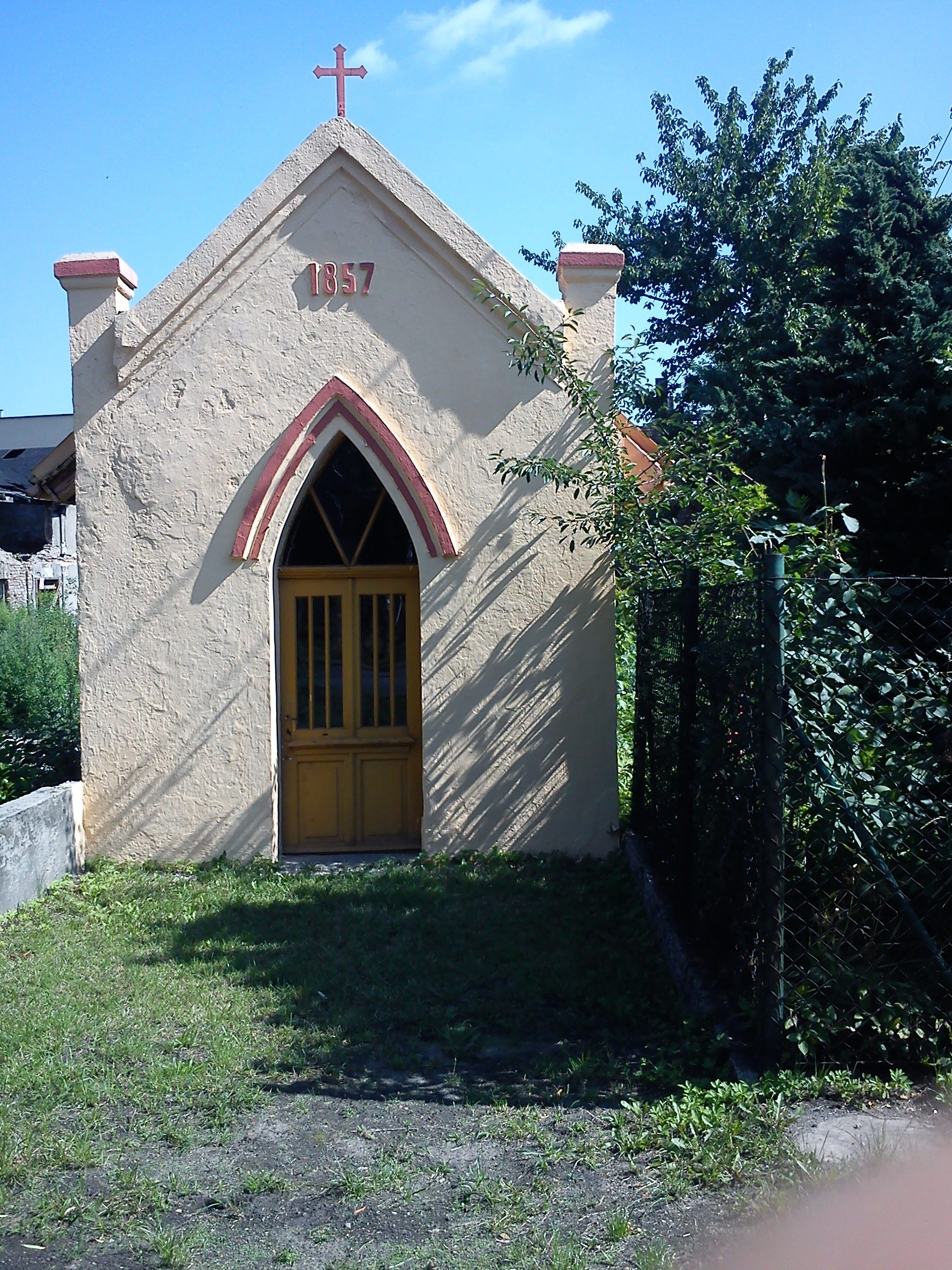
Kapliczka przy skrzyżowaniu ulic Wojska Polskiego i Wygoda (usytuowanie przed zmianą skrzyżowania na rondo)

- Zdewastowany układ urbanistyczny małego miasteczka feudalnego w rejonie ul. Wojska Polskiego, Orląt Lwowskich i Śliwki. Brak nawiązań przestrzennych do pierzei rynkowych[8].
- Zdewastowany układ urbanistyczno-architektoniczny założenia przemysłowo-mieszkalnego Henryków. Pojedyncze obiekty: m.in. część zabudowy na terenie dawnej FMG, budynek dawnego żłobka[10].
- Obiekty historyczne nieistniejące:
  - Ratusz murowany w narożniku dawnego rynku, jednokondygnacyjny: obiekt wybudowany w II poł. XVIII w. nie istnieje od XX w.[8]
  - Karczma murowano-drewniana funkcjonowała w okresie od XVIII do XIX w.[8]
  - Magazyny solne: obiekty murowane znajdujące się przy ulicy Tuwima 7[8][12]
  - Stary cmentarz: najpewniej w rejonie dzisiejszego kościoła: XVIII – pocz. XIX w.?[8]

## Rzeki i potoki
- Bobrek
- Biała Przemsza

## Parki

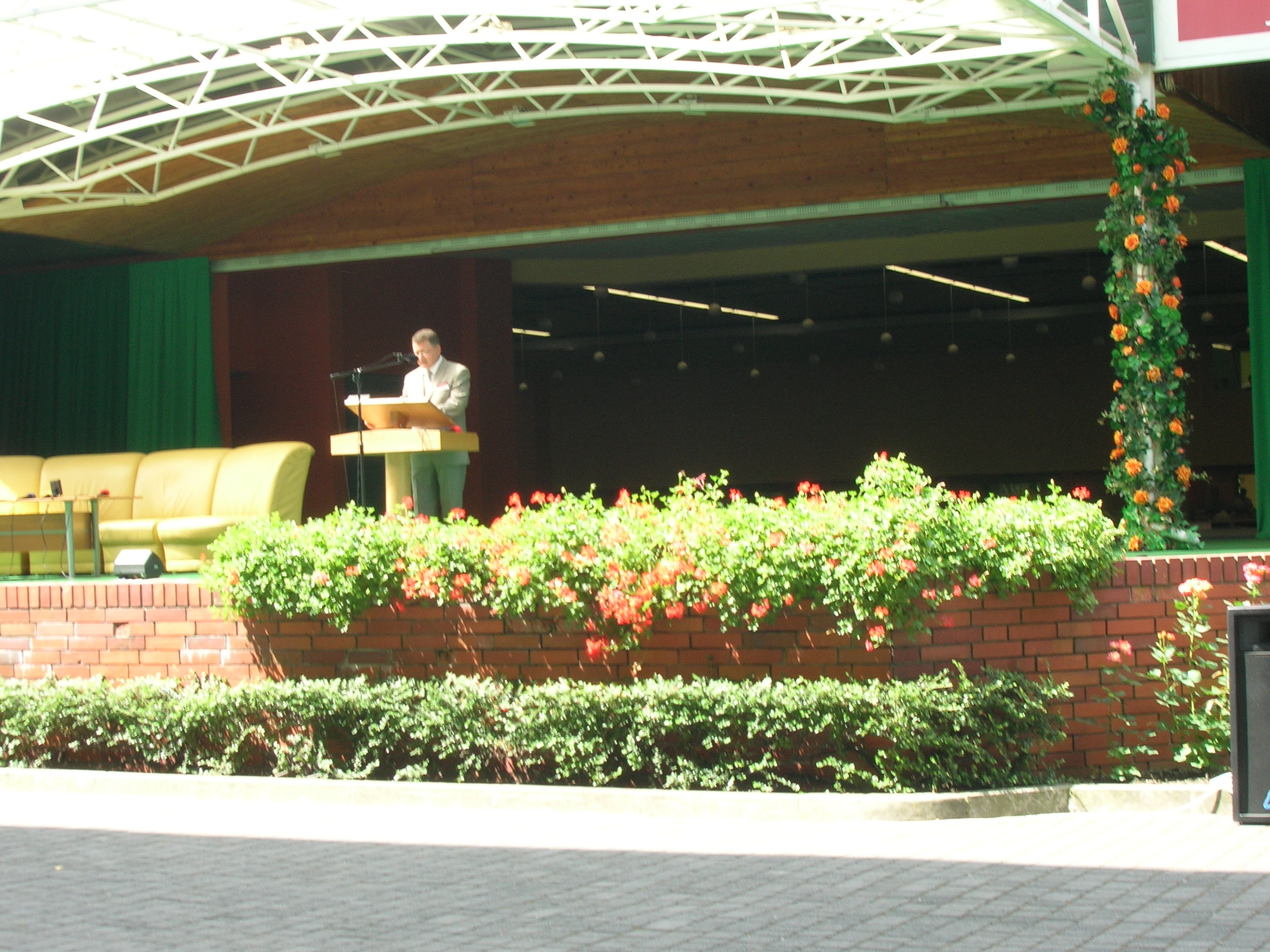
Mówca na kongresie w Centrum Kongresowym Świadków Jehowy (podium, strona amfiteatru; 2010)

- Park Niwka
- Park Leśny

## Obiekty i miejsca
- AKS Górnik Niwka Sosnowiec
- Centrum Kongresowe Świadków Jehowy przy ul. Mikołajczyka 84. Powstało na terenie byłej bazy transportowej Transgór Sosnowiec[13]. Oddane do użytku 19 czerwca 1999. Jest to największy taki obiekt w Europie Środkowo-Wschodniej, a drugi w całej Europie[14]. Cały kompleks składa się: z Sali Zgromadzeń na 2400 osób (z zamontowanymi w niej dwoma telebimami), zadaszonego amfiteatru na ponad 6400 osób oraz kilku mniejszych sal wykładowych i konferencyjnych, biblioteki, basenu do chrztu (oddzielonego od głównej sali wielką szybą), holu (w którym można zobaczyć wystawę Fioletowe trójkąty – Świadkowie Jehowy w obozach koncentracyjnych, oraz Migawki z budowy Centrum Kongresowego) z kafeterią, szatnią i zapleczem sanitarno-gospodarczo-technicznym (240 toalet), pokoju dla matek z małymi dziećmi (z monitorami, na których transmitowany jest program). Na zewnątrz jest obszerny bezpłatny parking na 1500 pojazdów i zagospodarowany ogród (50 tysięcy roślin) z alejkami[14]. Obiekt zapewnia zadaszone miejsca dla ok. 9 tysięcy osób, drugi tak duży znajduje się jedynie we Włoszech. Z Centrum Kongresowego korzystają obecnie zbory z województwa śląskiego, małopolskiego (oprócz jego krańców wschodnich), południowej części świętokrzyskiego i wschodniej części opolskiego na 30 jednodniowych zgromadzeniach obwodowych, a w lecie na 5 kongresach regionalnych w języku polskim oraz po jednym kongresie w języku ukraińskim i rosyjskim. Wtedy otwarty jest też amfiteatr, połączony wspólną sceną z salą główną. Z tego obiektu korzysta prawie co trzeci Świadek Jehowy w Polsce. W poprzednich latach urządzane w nim były ogólnopolskie kongresy w języku migowym (program jest tłumaczony na język migowy – tłumaczy widać na telebimach), obecnie zgromadzenia obwodowe w języku migowym odbywają się w tej oraz warszawskiej Sali Zgromadzeń. W obiekcie tym odbywały się też zajęcia Kursu Biblijnego dla Braci wraz z uroczystym zakończeniem poszczególnych jego klas oraz Kurs Służby Pionierskiej. Centrum można zwiedzać bezpłatnie w dni powszednie w godz. 8–12 i 13–17[15][16].